# Шайрат
Шайрат (араб. الشعيرات‎, вимова Шаїрат) — село в центральній Сирії, провінції Хомс. Розташоване на південний схід від міста Хомс, на західному краю Сирійської пустелі.
Неподалік лежать Дардаган — на заході, аль-Манзул і аль-Рікама — на північному заході, Садад на півдні та аль-Хамрат на південному заході.
За даними Сирійського центрального статистичного бюро, станом на 2004 рік у селі мешкало 1448 осіб.
Англійський дослідник Елі Сміт назвав Шайрат покинутим селом (хірба), в 1838 році.
Поблизу Шайрата містяться аеродром і військова база Сирійської арабської армії.